# Francis Edmund Boateng
Francis Edmund Boateng (* 17. Dezember 1923 in Nsuta, Ashanti Region, Ghana) ist ein ghanaischer Diplomat im Ruhestand.

## Leben
Ab 1940 studierte er an der Prince of Wales College, Achimota, von 1946 bis 1948 in der Post Secondary College, Prince of Wales College, Achimota. Ab 1950 bis 1957 ging er an Universitäten, von 1950 bis 1952 an der University College der Gold Coast. In den nächsten vier Jahren war er 1956 Verwaltungsbeamter bei der Kolonialverwaltung der Goldküste (Kolonie). Von 1956 bis 1957 studierte er an der University of London, England.
In Neu-Delhi war er an der Ghana High Commission 1960 erster Sekretär. Boateng leitete von 1960 bis 1962 die Abteilung Osteuropa und dem Mittleren Osten im Ministerium für auswärtige Angelegenheiten in Accra. Von 1962 bis 1966 war er Generalsekretär in der Accra Versammlung. In Ghana war er 1969 Mitglied der verfassungsgebenden Versammlung. Von 1972 bis 1978 war er ständiger Vertreter beim UNO-Hauptquartier und gleichzeitig als Hochkommissar (Commonwealth) in Kingston (Jamaika), Port of Spain (Trinidad und Tobago) beauftragt und als Botschafter in Havanna (Kuba) akkreditiert. In Kopenhagen war er 1978 Botschafter.
1950 heiratete er Esther Christina Amoo Gottfried. Sie haben drei Töchter und zwei Söhne.